# Catoblepismo

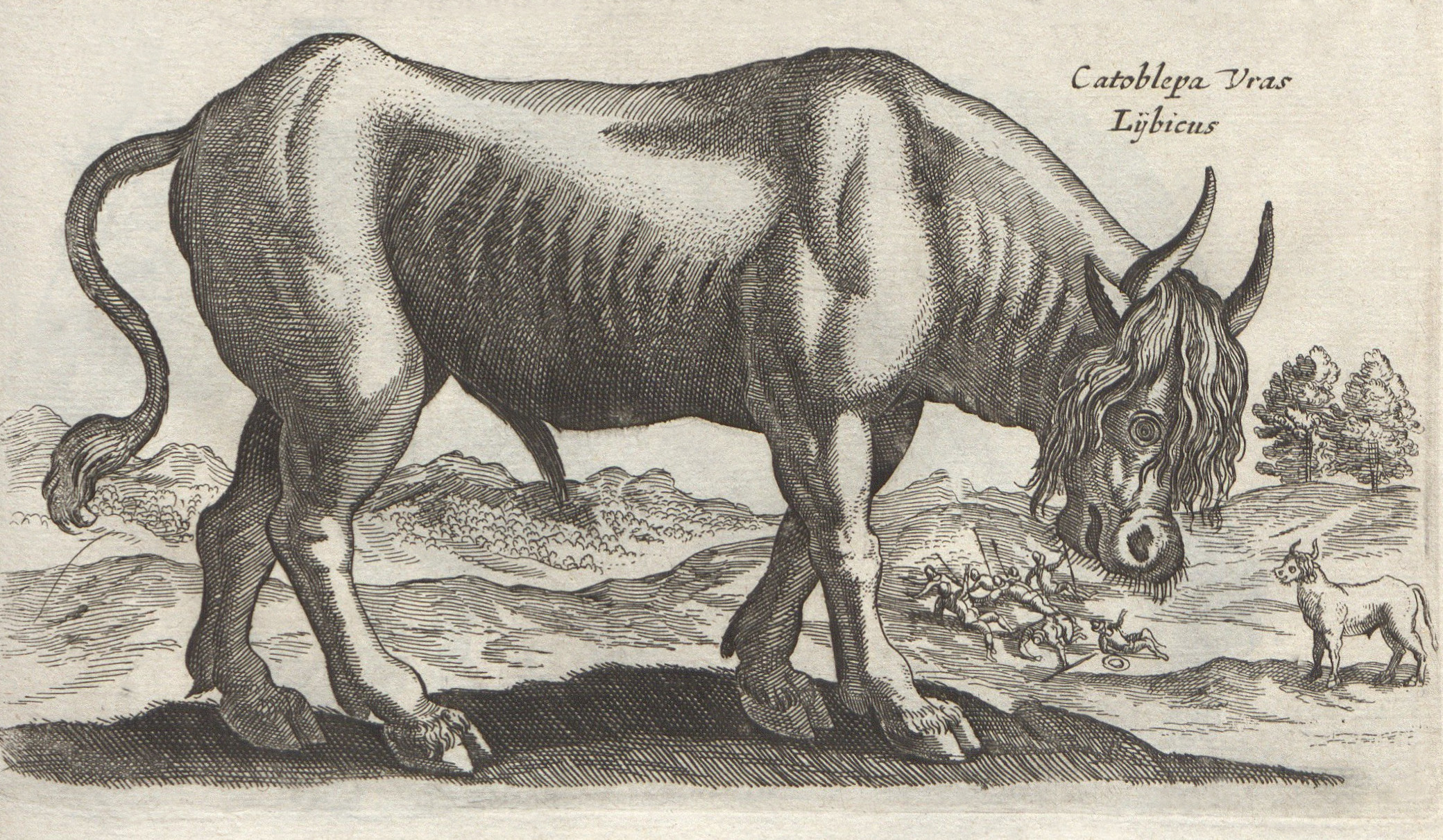
Illustrazione del Catoblepa Lybicus, da Historiae naturalis de quadrupedibus, un trattato di Jan Jonston (Amsterdam, 1657)

Catoblepismo è un neologismo coniato nel 1962 dall'economista e banchiere Raffaele Mattioli. Il termine indica i rapporti patologici di commistione che si erano creati in Italia, prima della crisi economica del 1930, tra il mondo dell'industria e il sistema creditizio ordinario; l'effetto di tale intreccio era l'instaurazione di un circolo vizioso, in cui il controllato controlla il controllore.
Il nome deriva dal mitico catoblepa, un animale fantastico descritto da Plinio il Vecchio e da Claudio Eliano.
Il termine è tornato in auge nel 2013 per l'uso fattone da Fabrizio Barca, economista ed esponente del Governo Monti, per esemplificare l'anomalia nei rapporti intessuti dai partiti politici italiani con l'apparato statale.

## Rapporti patologici tra sistema industriale e sistema creditizio

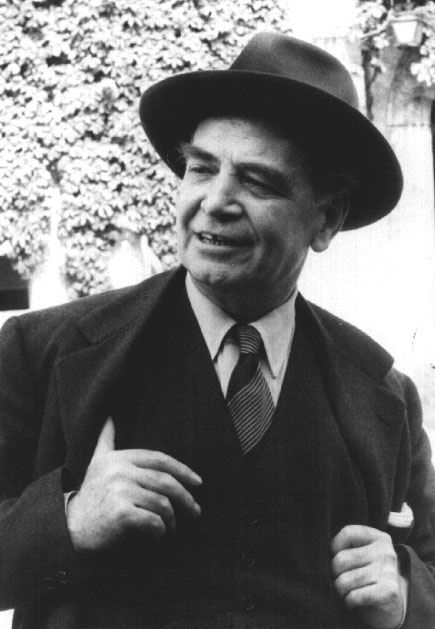
Raffaele Mattioli

La situazione a cui faceva riferimento Mattioli era caratterizzata da un intreccio perverso di interessi e poteri in cui il sistema bancario creditizio ordinario esercitava il controllo sul sistema industriale, mentre quest'ultimo risultava determinante per la sopravvivenza dell'altro. L'adozione di un simile modello di sviluppo economico aveva manifestato una serie di degenerazioni negli Anni Venti del Novecento, quando si registrarono ripetuti salvataggi di imprese operati dal sistema bancario.
(Raffaele Mattioli)
Questa forma di interventismo, affidata al sistema creditizio ordinario, aveva portato alla subordinazione degli interessi della platea dei depositanti alla rete patologica di cointeressi che permeava il sistema economico e legava il sistema dirigenziale bancario a quello industriale. Inoltre, aveva favorito la conservazione, ostacolando l'emergere di una nuova classe imprenditoriale borghese, che fosse capace di operare una rottura negli schemi del tradizionale assetto industriale italiano.
Con il diffondersi degli effetti della grande depressione economica degli Anni Trenta, questa commistione di interessi tra le due separate sfere economiche aveva "portato sull'orlo del fallimento larga parte del sistema finanziario" italiano.

## Anomalia nei rapporti tra partiti politici italiani e Stato

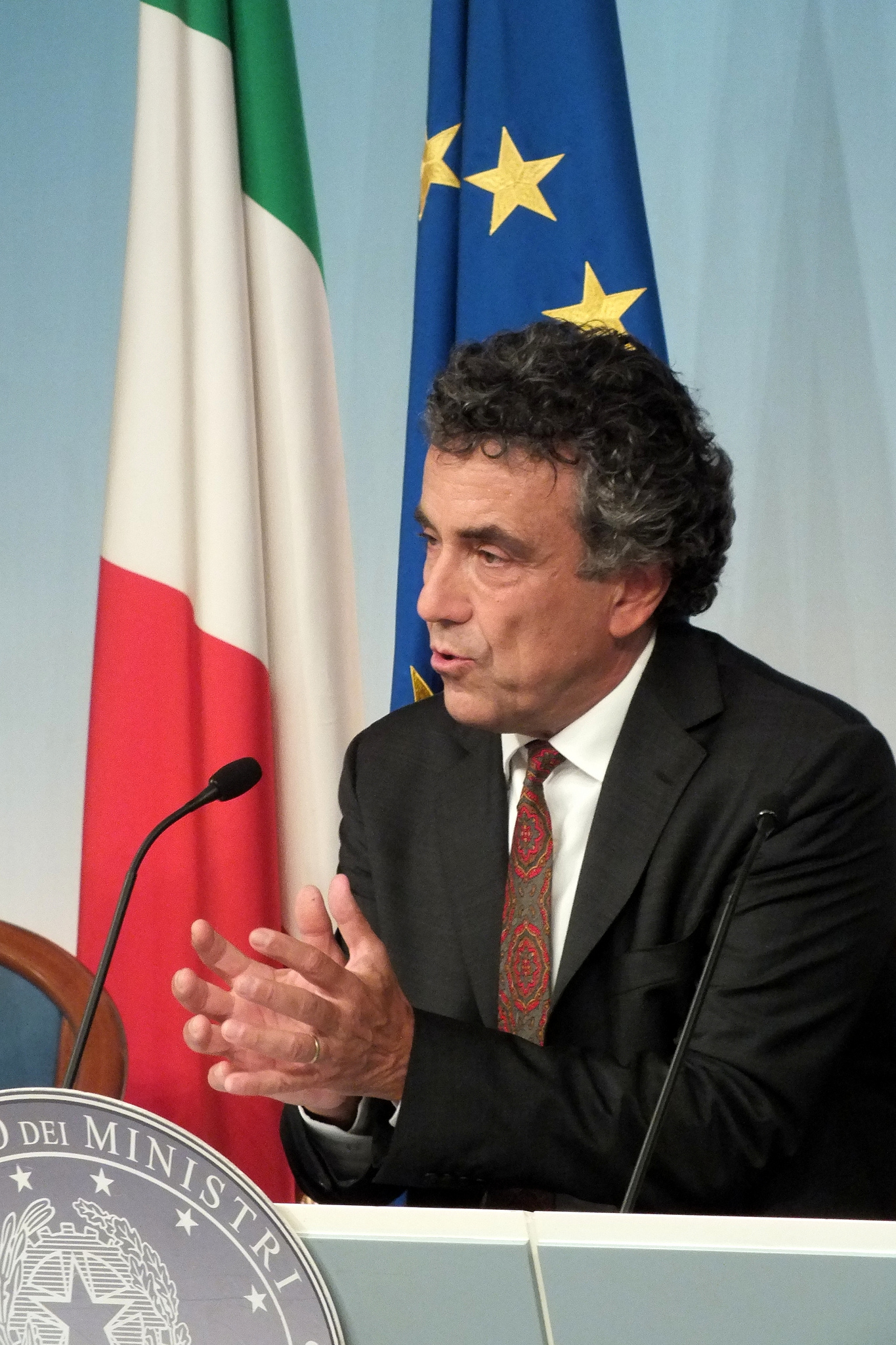
Fabrizio Barca

Il termine è stato riutilizzato nell'aprile 2013 da Fabrizio Barca, Ministro per la coesione territoriale del Governo Monti, in una memoria propositiva da lui elaborata sul tema del rinnovamento del Partito Democratico, a cui aveva da poco aderito, e del partitismo italiano in generale, quale base per rifondare lo Stato e instaurare su nuove basi il rapporto con i cittadini.
Il termine coniato da Mattioli è servito a Fabrizio Barca per stigmatizzare i rapporti patologici che legano il sistema dei partiti politici italiani allo Stato, in una situazione in cui, escludendo i cittadini, "partiti Stato-centrici e macchina dello Stato arcaica ed élite che li governano vanno d'accordo, sostenendosi reciprocamente e producendo un equilibrio perverso, di sottosviluppo".
Secondo Barca, affinché i partiti possano "concorrere con metodo democratico a determinare la politica nazionale", in base alla funzione assegnata loro dalla Costituzione italiana, è necessario che essi rompano il legame perverso con lo Stato, "per divenire rete materiale e immateriale di mobilitazione di conoscenze e di confronto pubblico, informato, acceso, ragionevole e aperto, di idee e soluzioni con cui incalzare lo Stato".
In questo contesto, il riferimento di Barca al neologismo di Mattioli collega il dibattito sulla crisi dei mercati finanziari iniziata nel 2008 (che per molti versi ripropone il problema dei rapporti fra potere finanziario, industria e politica, già presentatosi negli anni '30 del XX secolo) alle più recenti critiche della partitocrazia.